# Ghost bike
Ghost bike (Kolo duchů, Bílé kolo) je tradice pomníků, která vznikla ve Spojených státech; cyklistická komunita umísťuje bílá kola na místech dopravních nehod, kde se vážně zranil nebo zemřel cyklista.

## Historie

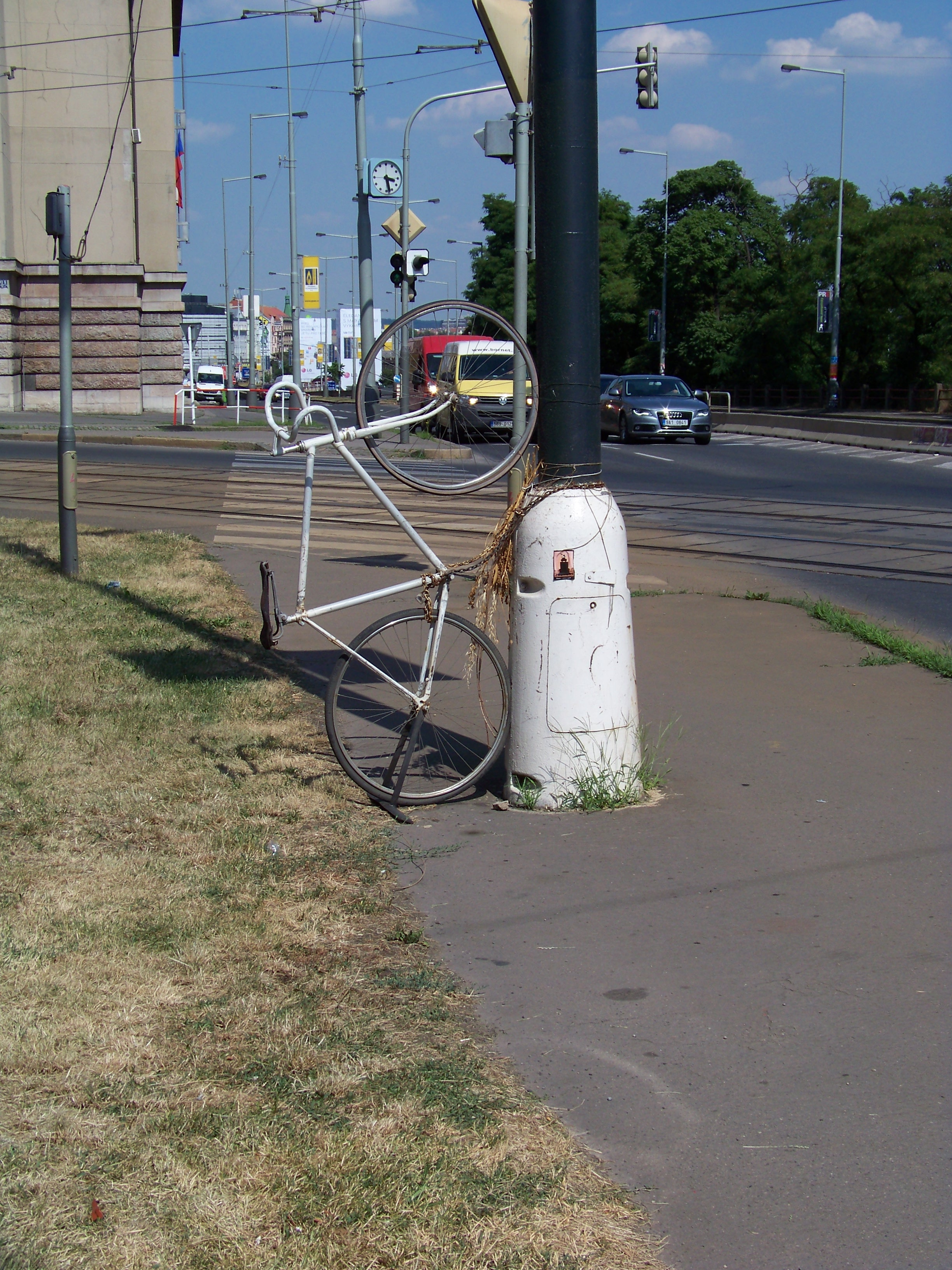
původní památník Jana Bouchala (2010)

První bíle natřené jízdní kolo bylo v roce 2003 umístěno v americkém státě Missouri. Jeho instalace měla za cíl podpořit práva na bezpečně řešený veřejný prostor.

## Ghost bike v Česku
- Bike to Heaven (Jan Bouchal, 2006) – Praha, nábřeží Kpt. Jaroše; původní „bílé kolo“ nahradil v roce 2013 trvalý památník od Krištofa Kintery; iniciováno sdružením AutoMat
- Hurník memorial (Petr Hurník, 2016) – Brno, Pekařská; spontánně instalované „bílé kolo“ od Igora Serenčka na místě tragédie bylo odstraněno a v roce 2017 nahrazeno trvalým památníkem od stejného autora[4][5][6][7]
- Křížení ulic Vršovická a Bělocerkevská (Aňa, 2024) – Praha, „bílé kolo“ bylo instalováno 8. listopadu 2024.[8]